# Edosa exhausta
Edosa exhausta är en fjärilsart som beskrevs av Edward Meyrick 1917. Edosa exhausta ingår i släktet Edosa och familjen äkta malar. Inga underarter finns listade i Catalogue of Life.